# Sainte-Croix de la Cité
Sainte-Croix de la Cité var en kyrkobyggnad i Paris, helgad åt det heliga Korset. Kyrkan var belägen i hörnet av Rue Sainte-Croix-en-la-Cité och Rue de la Vieille-Draperie på Île de la Cité i fjärde arrondissementet. 

## Historia
Sainte-Croix de la Cité nämns för första gången i ett dokument från år 1136 och var då ett oratorium, tillhörande klostret Saint-Éloi.
I samband med franska revolutionen stängdes kyrkan Saint-Barthélemy år 1791 och dekonsekrerades. Den nedrevs år 1797. På kyrkans plats är i dag Marché aux fleurs Reine-Elizabeth-II beläget.